# Жаксылыков, Руслан Фатихович
Руслан Фатихович Жаксылыков (каз. Руслан Фатихұлы Жақсылықов; род. 4 марта 1966, Каскелен, Казахская ССР, СССР) — казахстанский государственный и военный деятель. Министр обороны Республики Казахстан (2022—2025), генерал-полковник (2022), кандидат педагогических наук. Главнокомандующий Национальной гвардией Республики Казахстан (2014—2022), Главнокомандующий Внутренними войсками МВД Республики Казахстан (2013—2014), Командующий Внутренними войсками МВД Республики Казахстан (2008—2013).

## Биография
Родился 4 марта 1966 года в городе Каскелен, Алматинской области, Казахской ССР в семье служащих. Происходит из рода Каракерей племени найман. Будучи старшеклассником входил в юношескую сборную Казахстана по дзюдо.
С августа 1983 по 1987 год — курсант Алма-Атинского высшего общевойскового командного училища. Проходил обучение по специальностям «Командир мотострелкового взвода» и «Инженер по эксплуатации гусеничных и колёсных машин».
С июля 1987 года — командир мотострелкового взвода 385-го мотострелкового полка 68-й мотострелковой дивизии Средне-Азиатского военного округа. С сентября 1989 года — командир разведывательной роты 385-го мотострелкового полка Туркестанского военного округа. С декабрь 1992 года — начальник разведки 385-го мотострелкового полка 68-й мотострелковой дивизии.
С августа 1993 по 1996 год — слушатель разведывательного факультета Военной академии имени Фрунзе по специальности «Командно-штабная оперативно-тактическая войсковой разведки».
С июня 1996 года — начальник разведки и начальник отделения 210-го гвардейского учебного центра подготовки младших специалистов Министерства обороны Республики Казахстан. 
В ноябре 1996 года был переведён на службу во Внутренние войска МВД Казахстана, на должность начальника штаба в/ч 5449 в городе Алма-Ате. 
С июня 1997 года — командир в/ч 5572 в городе Алма-Ате.
С сентября 1998 года — командир в/ч 5485 в городе Шымкенте.
С сентября 2000 года — командир бригады оперативного назначения (в/ч 6506) в городе Шымкенте. В 2001 году присвоено воинское звание полковника. В 2003 году — депутат Шымкентского городского маслихата 3-го созыва. 
С февраля 2004 года — командир бригады Внутренних войск (в/ч 6638) в городе Усть-Каменогорске.
В 2004 году окончил Высшие академические курсы Военной академии Генерального штаба Вооружённых сил Российской Федерации по специальности «Военная безопасность государства».
С 2006 по 2007 год — заместитель Командующего внутренними войсками МВД Республики Казахстан. С 2007 по 2008 год — первый заместитель Командующего Внутренними войсками, начальник Главного штаба Внутренних войск МВД Республики Казахстан.
С 2008 по 2013 год — Командующий Внутренними войсками МВД Республики Казахстан. С 2013 по 2014 год — главнокомандующий Внутренними войсками МВД Республики Казахстан.
С 2014 по 2021 год — Главнокомандующий Национальной гвардией Республики Казахстан. Присвоено воинское звание генерал-лейтенанта. С сентября 2021 года по январь 2022 года — заместитель министра внутренних дел — главнокомандующий Национальной гвардией Республики Казахстан.
19 января 2022 года Указом Президента Республики Казахстан Касыма-Жомарта Токаева назначен Министром обороны Республики Казахстан.
6 мая 2022 года присвоено воинское звание генерал-полковника.
Заслуженный работник МВД Республики Казахстан. Кандидат педагогических наук.
8 июня 2025 года Указом Президента Республики Казахстан освобождён от должности Министра обороны Республики Казахстан.
с 30 июня 2025 года  Указом Президента Республики Казахстан назначен Первым заместителем Секретаря Совета Безопасности Республики Казахстан.

## Награды
- Орден «Данк» 1-й степени (2017)[10]
- Орден «Данк» 2-й степени
- Медали Республики Казахстан
- Медали СССР
- Медали СНГ

## Публикации
- Жаксылыков Р.Ф., Толенгутов К.Ф. Военное  образование  и болонская система: тенденции и проблемы (недоступная ссылка — история) (рус.) // журнал «Вестник Военного института ВВ МВД  Республики  Казахстан». — 2013. — № 3(9). — С. 5-10.